# Hugo Gering

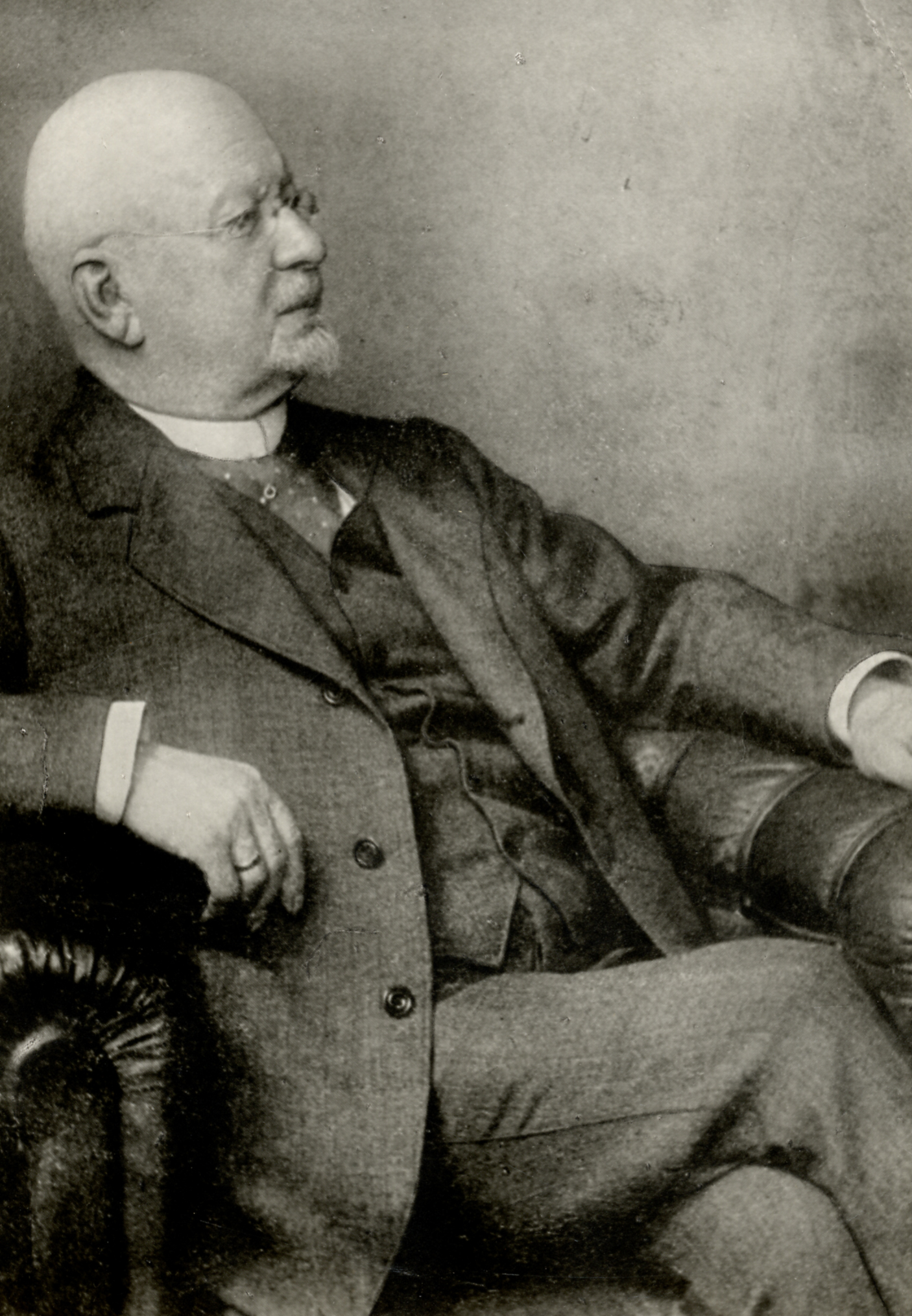

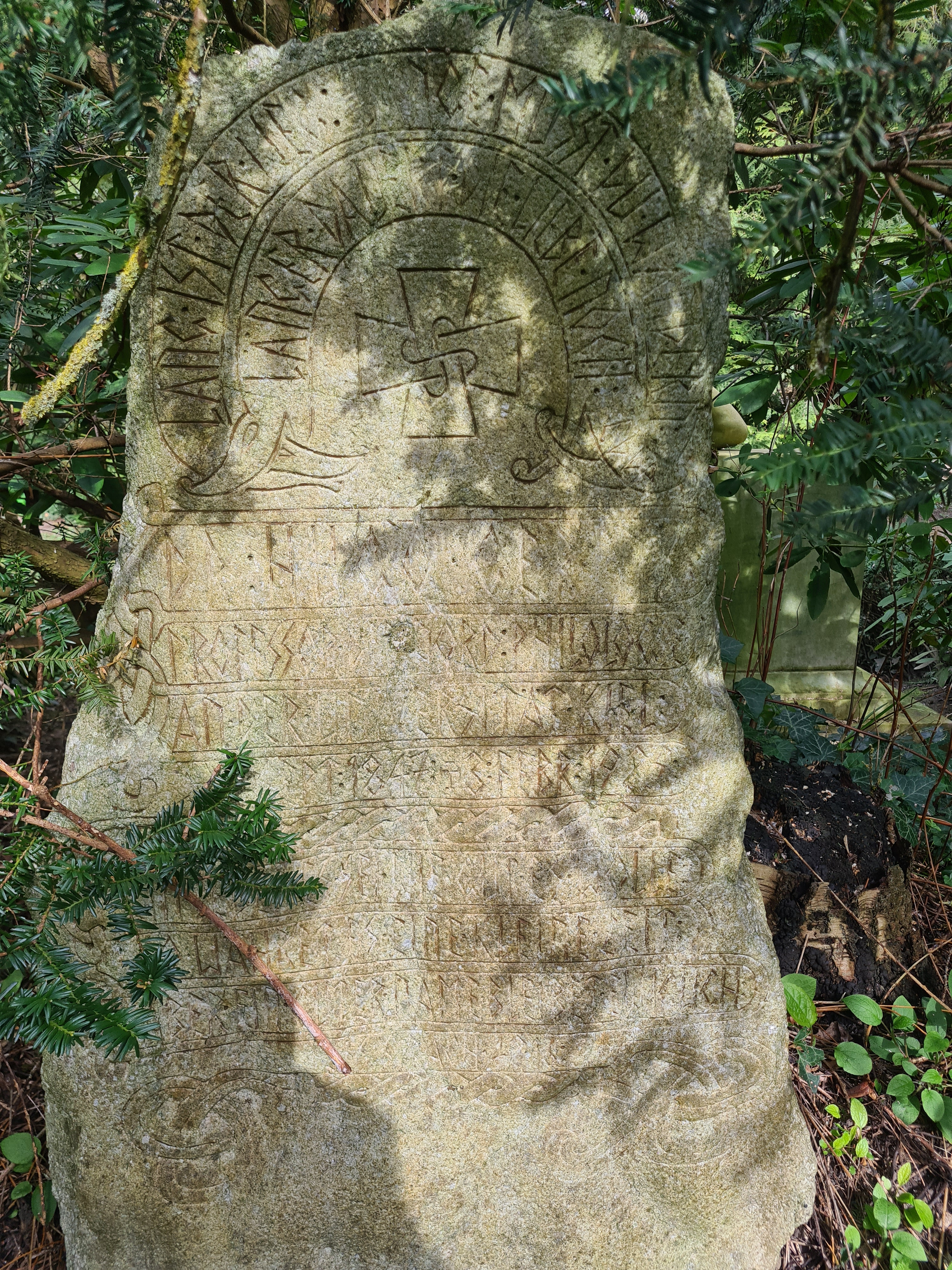
Das Grab von Hugo Gering auf dem Südfriedhof (Kiel)

Hugo Gering (* 21. September 1847 auf dem Landgut Heinrichsberg, Kreis Briesen in Westpreußen; † 3. Februar 1925 in Kiel) war ein deutscher germanistischer und skandinavistischer Mediävist. Er war Professor für ältere deutsche und germanische Philologie, mit den Schwerpunkten Skandinavistik, Gotisch, Alt- und Mittelhochdeutsch, sowie Altenglisch an der Christian-Albrechts-Universität Kiel. Von seinen Publikationen sind heute noch die Nachdichtungen der Edda und des Beowulf weiter bekannt.

## Werdegang
Gering war der Sohn eines Gutsbesitzers. Nach anfänglichem Privatunterricht besuchte er Gymnasien in Thorn und Culm, wo er 1867 die Reifeprüfung ablegte.
Er studierte Philologie, Philosophie und Geschichte an der Universität Leipzig und der Rheinischen Friedrich-Wilhelms-Universität Bonn. Während seines Studiums wurde er Mitglied der Leipziger Burschenschaft Germania und 1870 Mitglied der Bonner Burschenschaft Frankonia. Nach einer Unterbrechung durch seine Teilnahme am Deutsch-Französischen Krieg 1870/71 wechselte er an die Friedrichs-Universität Halle, wo er  bei Julius Zacher mit seiner Dissertationsschrift Über den syntaktischen Gebrauch der Participia im Gotischen promoviert wurde. 1876 habilitierte er sich in Halle für Deutsche Philologie.
Nach  mehreren wissenschaftlichen Skandinavienreisen wurde er im Jahre 1883 a.o. Professor an der Universität Halle, bevor er 1889 als o. Professor an die Universität Kiel berufen wurde. Im akademischen Jahr 1902/03 war er Rektor der Universität Kiel.
1921 wurde er emeritiert.

## Wissenschaftliche Tätigkeit
Ab 1888 war Gering (Mit-)Herausgeber der Zeitschrift für deutsche Philologie, wo er auch seine runenkundlichen und eddischen Arbeiten publizierte. Ab 1892 gab Gering zusammen mit Gustaf Cederschiöld und Eugen Mogk die Reihe Altnordische Sagabibliothek heraus. Nach dem Glossar zu den Lieder der Edda (Sæmundar Edda) (Paderborn 1887, zu Hildebrands Ausgabe von 1876; 2. Aufl. 1896) folgte im Jahre 1903 das Vollständige Wörterbuch zu den Liedern der Edda (zur konstruktiven Ausgabe von Barend Sijmons, Halle 1888-1901) und im Jahre 1892 eine Nachdichtung der Edda. Gerings Neubearbeitung der Hildebrand-Ausgabe erschien zuerst 1904 als zweite, 1912 als dritte und 1922 als vierte Auflage; das zugehörige Glossar wurde jeweils der neubearbeiteten Ausgabe angepasst und folgte in 3. Aufl. 1907, in 4. Aufl. 1915 und in 5. Aufl. 1923. Barend Sijmons gab Gerings Kommentar zu den Liedern der Edda posthum heraus (Halle 1927–31). Im Jahre 1906 war Gerings Nachdichtung des Beowulf erschienen.

## Publikationen (Auswahl)
- 1882–83 Islendzk Æventýri - Isländische Legenden, Novellen und Märchen, 2 Bände. Halle. Open Library.
- 1887 Glossar zu den Liedern der Edda (Sæmundar Edda). Paderborn. 5. Aufl. 1923.
- 1892 Die Edda. Die Lieder der sogenannten älteren Edda. Übersetzung und Erläuterungen, Bibliographisches Institut Leipzig und Wien
- 1903 Vollständiges Wörterbuch zu den Liedern der Edda. Halle. Repr. Hildesheim 1971.
- 1904 Die Lieder der älteren Edda (Sæmundar Edda). 2. völlig umgearb. Aufl. der Ausg. v. Karl Hildebrand. Paderborn. 4. Aufl. 1922.
- 1906 Beowulf nebst dem Finnsburg-Bruchstück. Übersetzt und erläutert, Heidelberg.
- 1927–31 Kommentar zu den Liedern der Edda. 2 Bde. nach dem Tode Verfassers hrsgg. von Barend Sijmons. Halle.